# Municipio de Troy Grove
El municipio de Troy Grove (en inglés: Troy Grove Township) es un municipio ubicado en el condado de LaSalle en el estado estadounidense de Illinois. En el año 2010 tenía una población de 1333 habitantes y una densidad poblacional de 14,41 personas por km².

## Geografía
El municipio de Troy Grove se encuentra ubicado en las coordenadas 41°29′29″N 89°6′46″O / 41.49139, -89.11278. Según la Oficina del Censo de los Estados Unidos, el municipio tiene una superficie total de 92.49 km², de la cual 92,39 km² corresponden a tierra firme y (0,11 %) 0,1 km² es agua.

## Demografía
Según el censo de 2010, había 1333 personas residiendo en el municipio de Troy Grove. La densidad de población era de 14,41 hab./km². De los 1333 habitantes, el municipio de Troy Grove estaba compuesto por el 90,55 % blancos, el 0,3 % eran afroamericanos, el 0,08 % eran amerindios, el 0,9 % eran asiáticos, el 6,3 % eran de otras razas y el 1,88 % eran de una mezcla de razas. Del total de la población el 20,78 % eran hispanos o latinos de cualquier raza.